# 拉马蒂埃勒
拉马蒂埃勒（法語：Ramatuelle，法語發音：[ʁamatɥɛl]）是法国普罗旺斯-阿尔卑斯-蓝色海岸大区瓦尔省的一个市镇，属于德拉吉尼昂区。

## 地理
拉马蒂埃勒（43°12'57"N, 6°36'41"E）面积35.57 平方千米，位于法国普罗旺斯-阿尔卑斯-蓝色海岸大区瓦尔省，该省份为法国东南部沿海省份，北起上普罗旺斯阿尔卑斯省，西北角与沃克吕兹省接壤，西接罗讷河口省，南濒地中海，东临滨海阿尔卑斯省。
与拉马蒂埃勒接壤的市镇（或旧市镇、城区）包括：加桑、拉克鲁瓦瓦尔梅、圣特罗佩。
拉马蒂埃勒的时区为UTC+01:00、UTC+02:00（夏令时）。

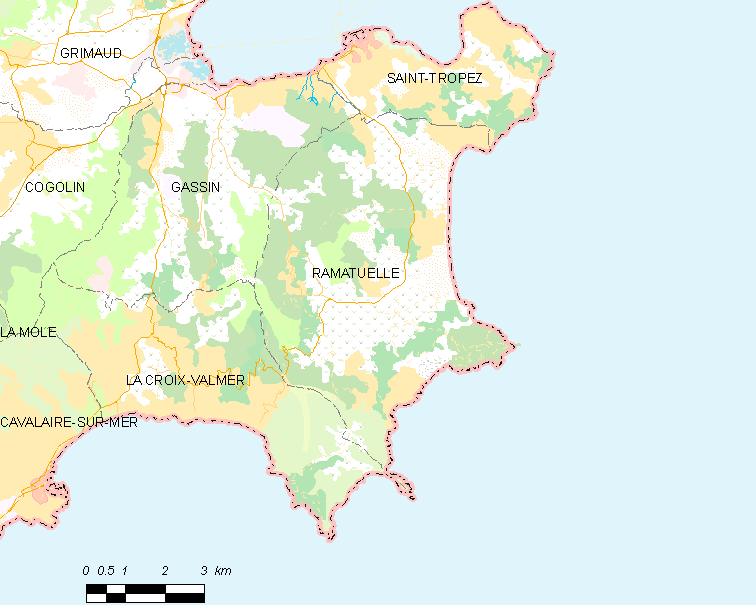
拉马蒂埃勒的OSM定位图

## 行政
拉马蒂埃勒的邮政编码为83350，INSEE市镇编码为83101。

## 政治
拉马蒂埃勒所属的省级选区为圣马克西姆县。

## 人口

1962-2008年间拉马蒂埃勒人口变化图示

拉马蒂埃勒于2022年1月1日时的人口数量为1889人。